# Fear Factor
Fear Factor é um game show estadunidense transmitido originalmente pela NBC entre 2001 a 2006 e apresentado pelo comediante Joe Rogan. O programa é adaptação feita pela Endemol da série holandesa Now or Neverland.
Nas primeiras cinco temporadas, os competidores consistiam em três homens e três mulheres competindo entre si em uma variedade de desafios por um grande prêmio, geralmente US$ 50.000. Na sexta temporada, o formato foi modificado para apresentar quatro duplas que têm um relacionamento preexistente entre si.
Fear Factor foi cancelado pela NBC em 2006 após seis temporadas (142 episódios, excluindo especiais); A série reapareceu brevemente em nove episódios em 2011. Em 2017, a MTV reviveu o programa com o rapper e ator Ludacris assumindo o papel de apresentador; esta versão durou duas temporadas (trinta e três episódios) antes de ser cancelada em 2018.

## História

### NBC (2001–2006; erevival)
Como resposta à série de televisão da CBS Survivor, a NBC lançou o game show em novembro de 2001. Joe Rogan, então conhecido por seu papel no seriado NewsRadio (1995–1999) e como comentarista do UFC, foi contratado como apresentador. De acordo com uma entrevista de 2015 para Art Bell, ele esperava que Fear Factor fosse cancelado após alguns episódios devido ao conteúdo sensível e afirmou ainda que aceitou o trabalho principalmente para obter observações e anedotas para seu stand-up. O programa obteve grande repercussão durante as primeiras temporadas, mas após a quarta (2003–2004) a popularidade e a audiência começaram a declinar. Na sexta, enfrentou uma crescente perda de interesse do espectador, principalmente devido aos temas e a forte concorrência no mesmo horário (incluindo American Idol da ABC). Como resultado, teve uma média de apenas 2,6 nas avaliações. A NBC colocou a série em hiato e substituiu por Joey e Friends, sendo oficialmente cancelada em maio de 2006. A emissora exibiu os episódios restantes durante o verão, com o último transmitido em 12 de setembro. Ao todo, Fear Factor rendeu cerca de US$ 600 milhões em receita publicitária. Atualmente, apenas a primeira temporada foi lançada em DVD; no início de 2009, foi planejada a disponibilização do programa completo, mas suspenso em março de 2010 devido ao fracasso de vendas.
Em 31 de maio de 2011, a Entertainment Weekly informou que, devido ao bom desempenho das reprises exibidas pela Chiller nas noites de domingo, a Comcast retornaria com Fear Factor. Oito episódios foram encomendados, incluindo dois de duas horas, com Rogan retornando às funções de apresentador. O revival foi filmado em alta definição e devido às preocupações com a perca da NFL, segundo o TV Guide, o programa poderia estar pronto já em setembro, como substituto. O retorno começou em 12 de dezembro de 2011; os dois episódios de estreia foram vistos por 8,7 milhões e 8,5 milhões de espectadores, respectivamente. Isso se configurou como o programa não esportivo de maior audiência exibido pela NBC às 20h desde fevereiro de 2008. Contou com quatro duplas com um relacionamento preexistente, em vez de seis da versão original (três homens e três mulheres). Os desafios permaneceram basicamente os mesmos. A NBC atrasou uma exibição que exigia que os participantes cortassem o cabelo ou fossem atingidos por gás lacrimogêneo. Este episódio estava programado para ir ao ar em duas partes em 23 e 30 de janeiro de 2012, mas foi adiado por um debate do Partido Republicano. Outro, onde os competidores bebem a urina e o sêmen de um burro, foi programado para 30 de janeiro, mas cortado pela emissora. Imagens da disputa apareceram online depois e o canal oficial do Fear Factor postou vídeos curtos de todos os três no YouTube em julho de 2014.
O sexto episódio durou duas horas e incluiu cinco duplas, com um prêmio de US$ 100.000. Após, The Voice assumiu o horário nas noites de segunda-feira. Em 13 de maio de 2012, a NBC anunciou que Fear Factor foi oficialmente encerrado.

### Versão da MTV (2017–2018)
Em abril de 2017, a MTV anunciou que reviveria Fear Factor pela segunda vez em 12 episódios. A primeira temporada estreou em 30 de maio de 2017 e terminou em 22 de agosto. Pouco antes do final, foi anunciado que a emissora havia renovado a série, com mais 20 episódios. A primeira metade da 2ª temporada começou a ser exibida em 25 de fevereiro de 2018; a segunda parte iniciou em 17 de julho do mesmo ano. O revival da MTV foi apresentado por Ludacris e continuou a usar o formato de quatro duplas competindo por um prêmio de US$ 50.000. As gincanas foram inspiradas em elementos da cultura pop, como filmes de terror, lendas urbanas e vídeos virais.

## Recepção
| Ordem | Episódio                                             | Transmissão original    | Audiência | Share | classificação (18–49) | Visualizações (milhões) | Posição (no ar) | Posição (na noite) |
| ----- | ---------------------------------------------------- | ----------------------- | --------- | ----- | --------------------- | ----------------------- | --------------- | ------------------ |
| 1     | "Scorpion Tales"                                     | 12 de dezembro de 2011  | 5.0       | 8     | 3.3/9                 | 8.78                    | #2              | #5                 |
| 2     | "Broken Hearts and Blood Baths"                      | 12 de dezembro de 2011  | 4.6       | 7     | 3.5/8                 | 8.52                    | #2              | #4                 |
| 3     | "Tall Crappaccino"                                   | 19 de dezembro de 2011  | 3.5       | 5     | 2.5/6                 | 6.37                    | #1              | #5                 |
| 4     | "Snake Bite"                                         | 2 de janeiro de 2012    | 3.2       | 5     | 2.4/5                 | 6.01                    | #2              | #7                 |
| 5     | "Roach Coach"                                        | 9 de janeiro de 2012    | 3.1       | 5     | 2.3/5                 | 5.53                    | #2              | #5                 |
| 6     | "The Bees Are So Angry"                              | 12 de fevereiro de 2012 | 2.3       | 4     | 1.5/3                 | 3.73                    | #3              | #11                |
| 7     | "Leeches & Shaved Heads & Tear Gas, Oh My! (Part 1)" | 9 de julho de 2012      | 2.5       | 4     | 1.4/4                 | 4.01                    | #3              | #4                 |
| 8     | "Leeches & Shaved Heads & Tear Gas, Oh My! (Part 2)" | 16 de julho de 2012     | 2.4       | 4     | 1.5/5                 | 4.21                    | #3              | #5                 |
| 9     | "Hee Haw! Hee Haw!"                                  | Não foi ao ar           |           |       |                       |                         |                 |                    |

## Controvérsias
Fear Factor recebeu críticas do público em geral por seus desafios. A American Humane Association expressou preocupação por permitir que vários animais se machucassem e até comessem insetos vivos durante a gravação. A associação também pediu que os treinadores profissionais de animais se recusaram a trabalhar no programa. Em janeiro de 2005, um episódio envolvendo ratos foi ao ar no horário nobre. Austin Aitken, um paralegal de meio período de Cleveland, processou a NBC em US$ 2,5 milhões pela exibição, alegando que se sentiu tão enojado ao assistir à cena que sua pressão arterial subiu a ponto dele se sentir tonto, com vertigens e, posteriormente, vomitar. Sua desorientação fez com que batesse em uma porta, se ferindo gravemente. Dois meses depois, a juíza distrital dos EUA, Lesley Wells, rejeitou o processo alegando proteção da Primeira Emenda. Fear Factor também foi criticado pelas principais empresas de energia elétrica dos EUA por um episódio que exigia que os competidores escalassem uma subestação elétrica, com faíscas simuladas e sons elétricos adicionados na edição. O Edison Electric Institute emitiu um aviso, temendo que os espectadores tentassem repetir na vida real. Uma gravação, onde bebem sêmen e urina nunca foi mostrado na televisão. Em 31 de janeiro de 2012, as irmãs gêmeas Claire e Brynne Odioso, dariam entrevista em uma rádio sobre suas experiências no programa; no entanto, de acordo com o TMZ.com, os produtores de Fear Factor as alertaram para não participarem, pois isso configuraria violação dos acordos de confidencialidade.